# A7V Sturmpanzerwagen
A7V Sturmpanzerwagen е немски танк от Първата световна война, разработен от Йозеф Фолмер, инженер в Транспортния отдел на Главния военен департамент на немската армия. Първият серийно произвеждан танк на Германската империя.

## История
На 13 ноември 1916 г. е създадена техническа комисия, оглавена от генерал Фридрихс, която трябва да обедини усилията по създаването на немски танк. В комисията влизат представители на Въоръжените сили на Германия и на известни немски фирми. По решение на комисията за ръководител на конструкторските работи е назначен 46-годишният капитан Йозеф Фолмер. В групата на Фолмер влизат около 40 инженери от различни немски компании.
Танкът е създаден на базата на трактора „Холт“ (Holt). Първият прототип е произведен през април 1917 г., а дървеният модел в естествени размери през май. Първият опитен образец е произведен през септември 1917 г., а първата серийна машина е произведена през октомври същата година.
Всички танкове от серията получават лични имена – Мефисто, Вотан, Изолде и т.н. и са въведени на въоръжение в новосъздадените 1-ви, 2-ри и 3-ти танкови полкове.
Немското командване поръчва производството на 100 машини, но поради недостиг на стомана са произведени само 20 танка.

## Техническо описание
Танкът е изпълнен по най-често използваната в този период компоновъчна схема с надлъжна симетрия.

## Бойно използване
За първи път танкът A7V влиза в бой в битката при Сейнт Кентин на 21 март 1918 г. Следващото сражение, в което участва, е боят при Вилер Бретоно – Саши на 21 април същата година. И в двете сражения машината не се представя добре, поради слабата си бронезащита и неудачния дизайн.

## Модификации
- A7V (първа модификация) – Първата версия на A7V. Корпусът е брониран с малки броневи плочи, скрепени чрез нитоване.
- A7V (втора модификация) – Втората версия на A7V. Бродовете на корпуса са е брониран с изцяло лети броневи плочи.
- Uberlandwagen – товарен транспортьор, създаден на базата на A7V. Машината няма въоръжение.

## Списък на шаситата
- 501 „Гретхен“: даден за скрап през 1919 г.
- 502: даден за скрап през октомври 1918 г.
- 503: даден за скрап през октомври 1918 г.
- 504 „Шнук“: унищожен в бой на 31 август 1918 г.
- 505 „Баден I“: даден за скрап през 1919 г.
- 506 „Мефисто“: пленен на 24 април 1918 г.
- 507 „Циклоп“: даден за скрап през 1919 г.
- 525 „Зигфрид“: даден за скрап през 1919 г.
- 526: даден за скрап през 1918 г.
- 527 „Лоти“: унищожен в бой на 1 юни 1918 г.
- 528 „Хаген“: унищожен в бой на 31 август 1918 г.
- 529 „Нике 2“: пленен на 31 май 1918 г.
- 540 „Хайланд“: даден за скрап през 1919 г.
- 541: даден за скрап през 1919 г.
- 542 „Елфрид“: унищожен в бой на 24 април 1918 г.
- 543 „Хаген“, „Алберт“, „Кьониг Вилхелм“: даден за скрап през 1919 г.
- 560 „Алтер Фриц“: унищожен в бой на 11 октомври 1918 г.
- 561 „Нике“: даден за скрап през 1918 г.
- 562 „Херкулес“: даден за скрап през 1918 г.
- 563 „Вотан“: даден за скрап през 1919 г.
- 564: даден за скрап през 1919 г.